# Sellindge
Sellindge es una parroquia civil y un pueblo del distrito de Folkestone and Hythe, en el condado de Kent (Inglaterra).

## Geografía
Según la Oficina Nacional de Estadística británica, Sellindge tiene una superficie de 7,24 km².

## Demografía
Según el censo de 2001, Sellindge tenía 1356 habitantes (48,53% varones, 51,47% mujeres) y una densidad de población de 187,29 hab/km². El 20,06% eran menores de 16 años, el 70,8% tenían entre 16 y 74 y el 9,14% eran mayores de 74. La media de edad era de 42,03 años. Del total de habitantes con 16 o más años, el 22,05% estaban solteros, el 60,42% casados y el 17,53% divorciados o viudos.
El 96,31% de los habitantes eran originarios del Reino Unido. El resto de países europeos englobaban al 1,18% de la población, mientras que el 2,51% había nacido en cualquier otro lugar. Según su grupo étnico, el 98,52% eran blancos, el 0,96% mestizos, el 0,3% asiáticos y el 0,22% negros. El cristianismo era profesado por el 79,85%, el budismo por el 0,22%, el hinduismo por el 0,22%, el judaísmo por el 0,22%, el islam por el 0,29% y cualquier otra religión, salvo el sijismo, por el 0,22%. El 12,06% no eran religiosos y el 6,91% no marcaron ninguna opción en el censo.
618 habitantes eran económicamente activos, 598 de ellos (96,76%) empleados y 20 (3,24%) desempleados. Había 558 hogares con residentes, 34 vacíos y 3 eran alojamientos vacacionales o segundas residencias.